# Rajo
Rajo (llamada oficialmente San Gregorio de Raxó) es una parroquia del municipio de Poyo, en la provincia de Pontevedra, Galicia, España.

## Población
Según el padrón municipal de 2004 tenía 1.137 habitantes (583 mujeres y 554 hombres), distribuidos en 11 entidades de población, lo que supone un aumento en relación con el año 1999 cuando tenía 1.069 habitantes.

## Localización
Cuenta con once entidades locales: A Igrexa, Caneliñas, Espedregada, Lameiriña, Outeiro, Praia, Portería, O Rego, A Serpe, Terradepedra e Valdemós. Se sitúa a 8,5 km de la capital del ayuntamiento.

## Geografía
Raxó ocupa una extensión de 1,8 km² de los 34 km² de todo el municipio de Poyo, siendo la parroquia más pequeña. Se caracteriza, aunque en menor medida que las restantes parroquias del término municipal, por tener un fuerte desnivel, con una pendiente notable que desde los 171 m de altitud, hasta el nivel del mar en apenas 3 km.
Sus principales accidentes costeros son Punta de Sinás, y las playas de Fonte Maior, de Sinás, y la de Xiorto, además de las playas de A Granxa de Dorrón (Sangenjo), lugar influenciado por Raxó, cuyos límites se confunden en el núcleo urbano principal.
Por otro lado, Raxó carece de cursos fluviales importantes, tal como sucede con las demás parroquias del ayuntamiento, que cuentan tan solo con cuatro regueros de curso y caudal muy reducido.